# Šoltýska
Šoltýska (hongrois : Susány) est un village de Slovaquie situé dans la région de Banská Bystrica.

## Histoire
La première mention écrite du village date de 1407.

## Démographie

### Évolution de la population
| Année:               | 1994. | 2004.    | 2014.    | 2024.    |
| -------------------- | ----- | -------- | -------- | -------- |
| Nombre de personnes: | 184   | 156      | 120      | 71       |
| Différence:          |       | -15,21 % | -23,07 % | -40,83 % |

| Année:               | 2023. | 2024.   |
| -------------------- | ----- | ------- |
| Nombre de personnes: | 73    | 71      |
| Différence:          |       | -2,73 % |